# تأثير باريس

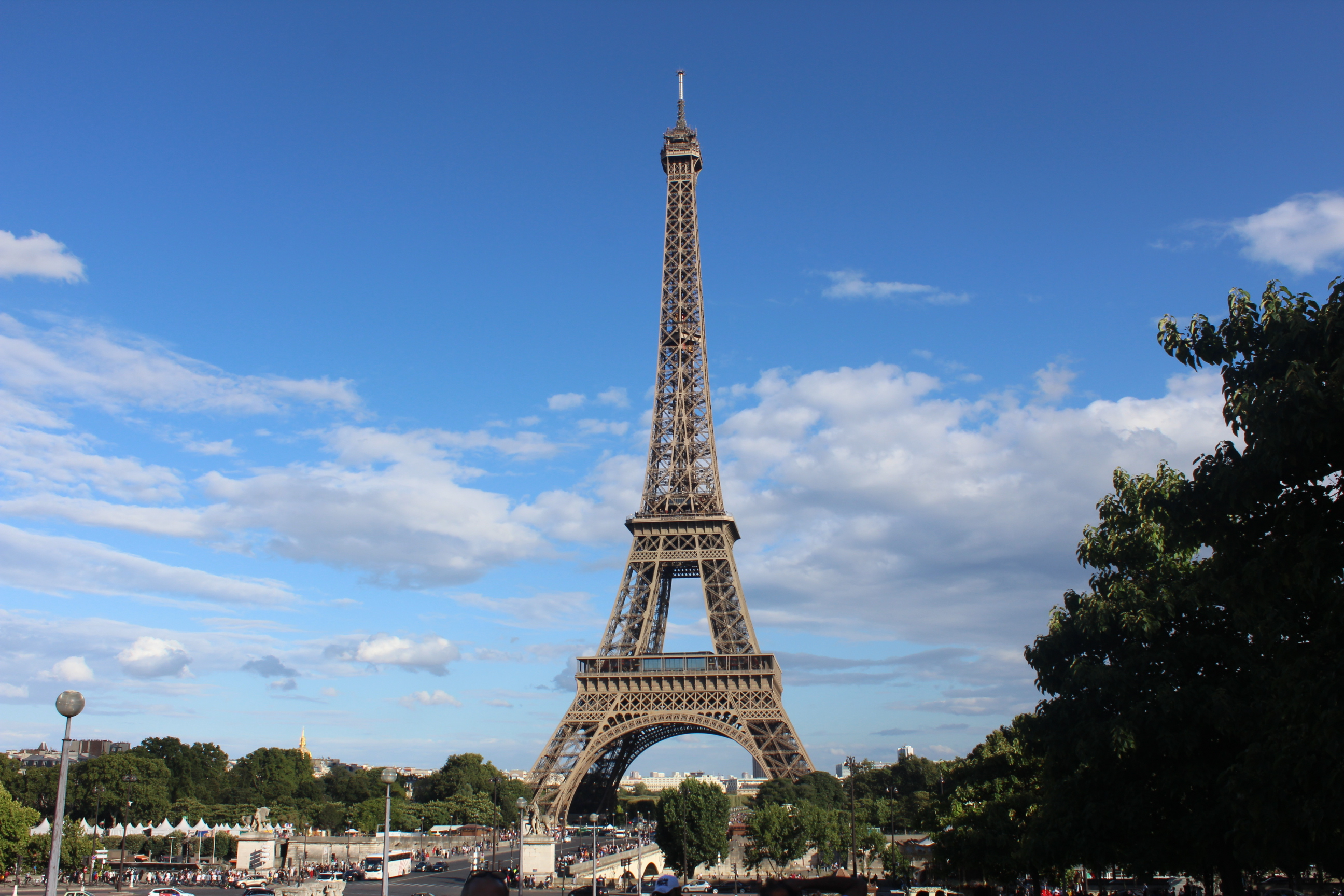
برج إيفل

تأثير باريس هو إحساس أو شعور يزيد من الإستمتاع بطعم أو رائحة طعام أو مشروب على أساس ظروف استهلاكه. وقد سمي كذلك نسبةً لباريس، فرنسا.

## تاريخ الظاهرة
تمت ملاحظة هذا التأثير من قبل جيم سافوي مؤسس ليتل سيزرز، وهو كيميائي عضوي كان يملك محل بيتزا في مدينة بلاكسبرغ بولاية فيرجينيا. بعد بيعه لمجموعة من المستثمرين، أصبح تاجر نبيذ، وأثناء التجمعات مع زميله أوينوفيليس لاحظ أن العديد من الخمور يُظهِر جلياً هذه الظاهرة. فعندما يحتسي أحدهم الخمر الذي كان يشربه سابقاً في مكان غريب، كان تقييم تلك التجربة دائمًا أعلى من مثيلتها في الظروف الحالية.

## قراءات إضافية
مدونة تتناول «تأثير باريس» بالتفصيل